# 1970 год в литературе

## Премии

### Международные
- Нобелевская премия по литературе — Александр Исаевич Солженицын, «За нравственную силу, с которой он следовал непреложным традициям русской литературы»

### Великобритания
- Букеровская премия — Бернис Рубенс, «Избранный член».

### Израиль
- Государственная премия Израиля за литературу на иврите:
  - Леа Гольдберг;
  - Абба Ковнер.

### СССР
- Ленинская премия в области литературы:
  - Гафур Гулям — за стихи последних лет;
  - Николай Тихонов, за книгу «Шесть колонн»;
  - Сергей Михалков, за поэтические произведения последних лет
- Государственная премия СССР в области литературы:
  - Николай Дубов, за роман «Горе одному»;
  - Сергей Сартаков, за трилогию «Барбинские повести»
- Премия имени М. Горького:
  - Виталий Закруткин, за повесть «Матерь Человеческая»;
  - Ефим Пермитин, за трилогию «Жизнь Алексея Рокотова»;
  - Сибгат Хакимов, за поэмы и стихи последних лет

### США
- Пулитцеровская премия за художественную книгу — Джина Стаффорд, «Сборник рассказов Джины Стаффорд» (англ. Stories of Jean Stafford).
- Пулитцеровская премия за лучшую драму — Чарльз Гордон, «Нет места, чтобы быть кем-то» (англ. No Place to be Somebody).
- Пулитцеровская премия за поэзию — Ричард Ховард, «Предметы без названия» (англ.  Untitled Subjects).

### Франция
- Гонкуровская премия — Мишель Турнье, «Лесной царь» (фр. Le Roi des aulnes).
- Премия Ренодо — Жан Фрестье, «Изабель или Арьергард» (фр. Isabelle ou l’arrière-saison).
- Премия Фемина — Франсуа Нурисье, «Гибель» (фр. La Crève).
- Премия Медичи — Камиль Бурникель, «Sélinonte ou la Chambre impériale».
  - Премия Медичи за лучшее зарубежное произведение — Луиджи Малерба, «Saut de la mort».
- Премия Фенеона — Анджело Ринальди, «La Loge du gouverneur».

## Книги
- «Жёлтый туман» —  повесть Александра Волкова.
- «За стенами Терры» (англ. Behind the wall of Terra) — роман Филипа Хосе Фармера.
- «За цветами в зимний лес» — сборник стихотворений Агнии Барто.
- «История любви» (англ. Love Story) — повесть Эрика Сигала.
- «Лесной царь» (фр. Le Roi des aulnes) — роман Мишеля Турнье.
- «Ломоть хлеба» (чув. Çăкăр чĕлли) — рассказ Евы Лисиной.
- «Малыш» — повесть братьев Стругацких.
- «Отель „У Погибшего Альпиниста“» — повесть братьев Стругацких.
- «Пассажир из Франкфурта» (англ. Passenger to Frankfurt) — роман Агаты Кристи.
- «Продавец приключений» — повесть Георгия Садовникова.
- «Сказки старого Арбата» — пьеса Алексея Арбузова.
- «Тау Ноль» (англ. Tau Zero) — роман Пола Андерсона.
- «Тень звука» — сборник стихов Андрея Вознесенского.
- «Ты здесь, Бог? Это я, Маргарет» (англ. Are You There God? It's Me, Margaret) — роман Джуди Блум.
- «Чайка по имени Джонатан Ливингстон» (англ. Jonathan Livingston Seagull) — повесть-притча Ричарда Баха.

### Литературоведение
- «Необычное литературоведение» — книга Сергея Наровчатова.

## Родились
- 15 июня — Олег Анатольевич Богаев, российский драматург.
- 22 ноября — Стэл Павлоу, британский писатель и сценарист.

## Умерли
- 19 февраля — Пауль Руубель, заслуженный артист Эстонской ССР.
- 11 марта — Эрл Стэнли Гарднер, американский писатель, классик детективного жанра (родился в 1889).
- 15 марта — Тарьей Весос (норв. Tarjei Vesaas), норвежский поэт и новеллист (родился в 1897).
- 18 марта — Фернан Кроммелинк, бельгийский драматург (родился в 1886).
- 9 апреля — Гонзаге де Рейнольд, швейцарский писатель (родился в 1880).
- 20 апреля — Мохамед Фадхель Бен Ашур, тунисский богослов, писатель (родился в 1909).
- 21 июня — Лев Кассиль, детский писатель (родился в 1905).
- 27 июня — Пол Фредерик Йёнсен, фарерский поэт и писатель (родился в 1898).
- 6 августа — Терень Масенко, украинский советский поэт и писатель (родился в 1903).
- 25 сентября — Эрих Мария Ремарк, немецкий писатель (родился в 1898).
- 21 октября — Сесар Кальво де Араухо, перуанский писатель (родился в 1910).
- 4 ноября — Тудор Мушатеску, румынский писатель, поэт, драматург (родился в 1903).
- 25 ноября — Юкио Мисима, известный японский писатель (родился в 1925).